# Wertach (rivier)

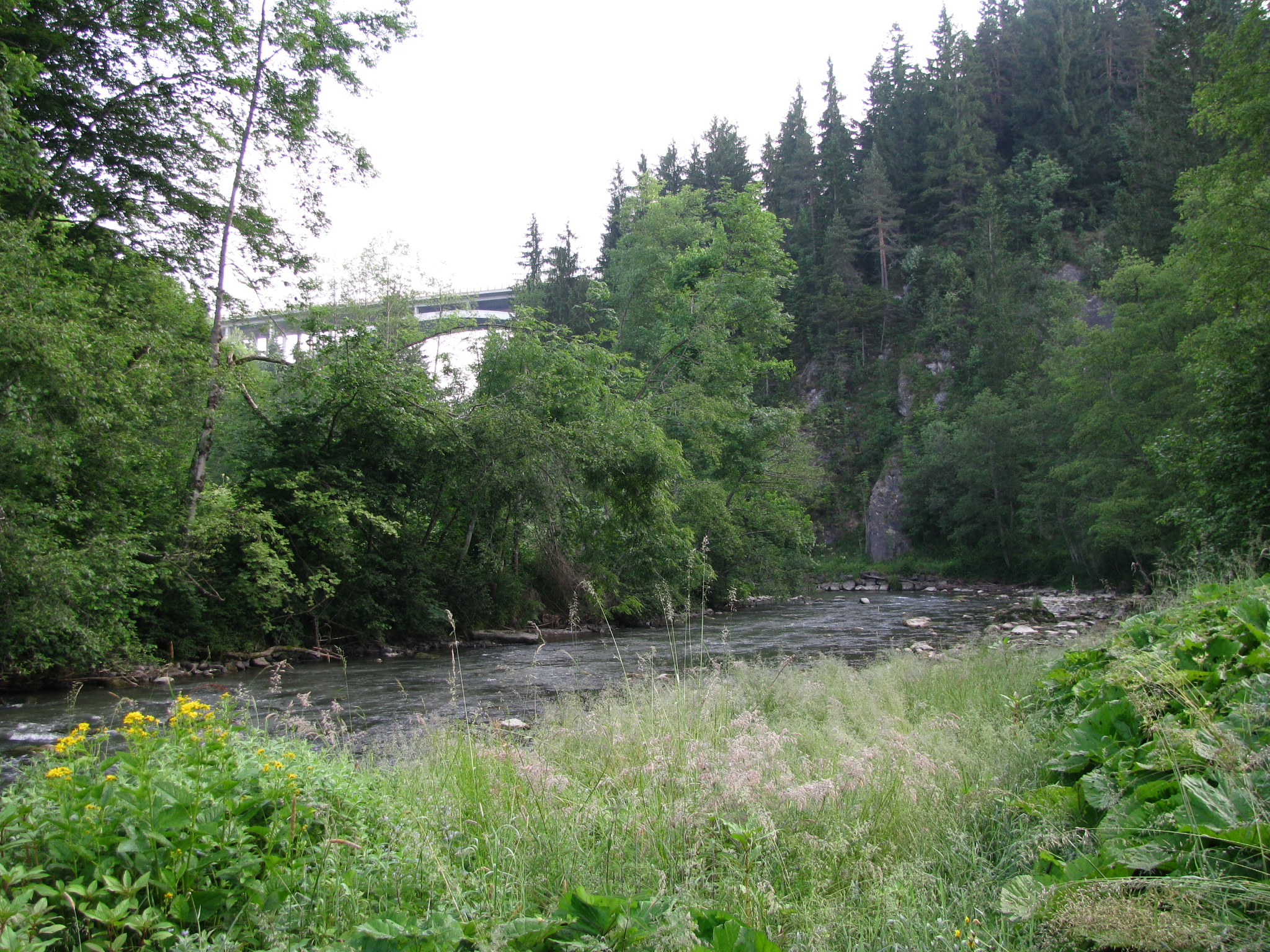
Het dal van de Wertach bij Maria Rain

De Wertach is een rivier in de Duitse deelstaat Beieren. Zij is een linker zijrivier van de Lech en is 151 km lang.
Het gemiddeld debiet bij de monding bedraagt 32 m³ per seconde en het stroomgebied is 1290 km² groot.

## Loop

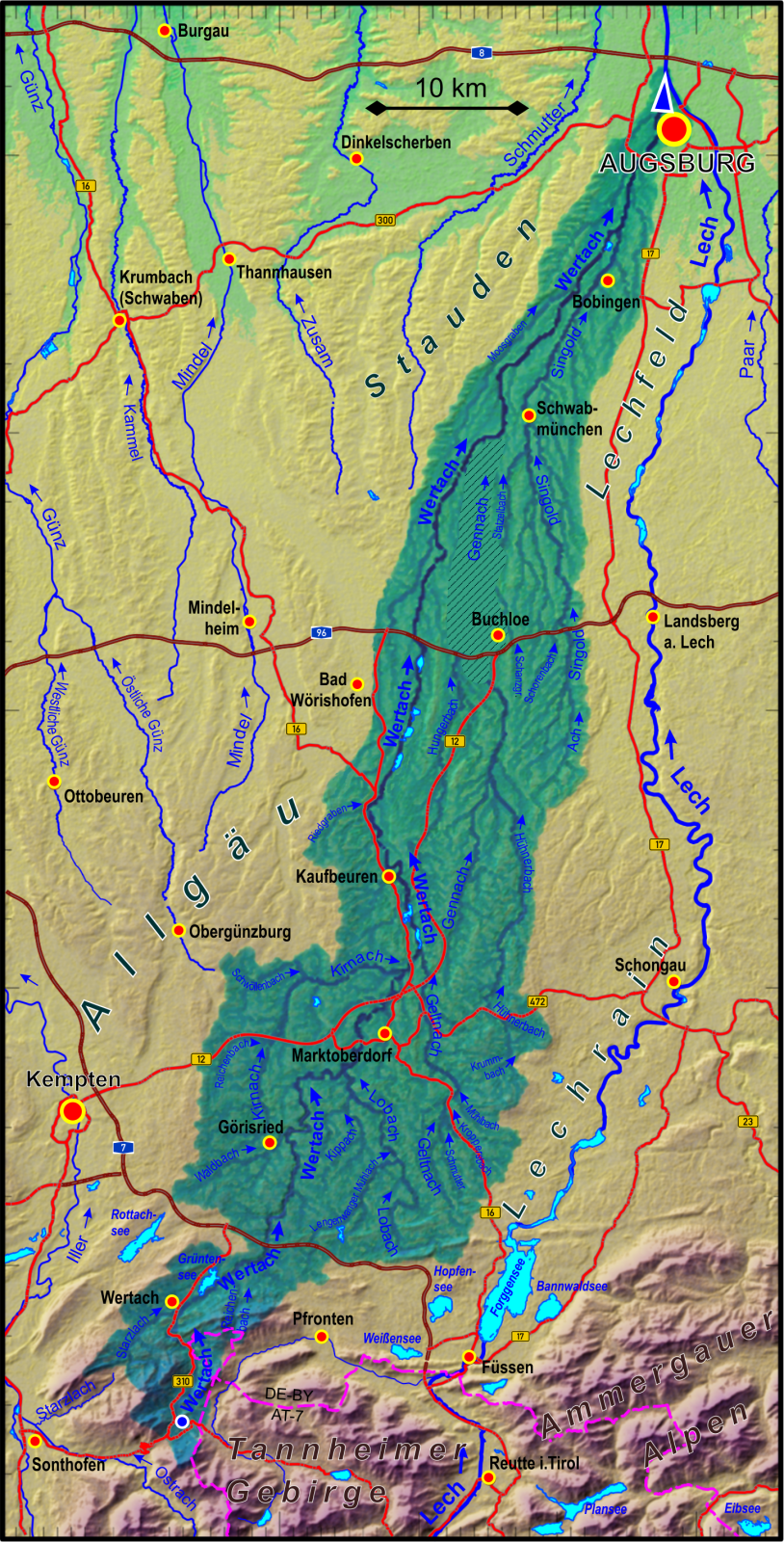
Stroomgebied van de Wertach.
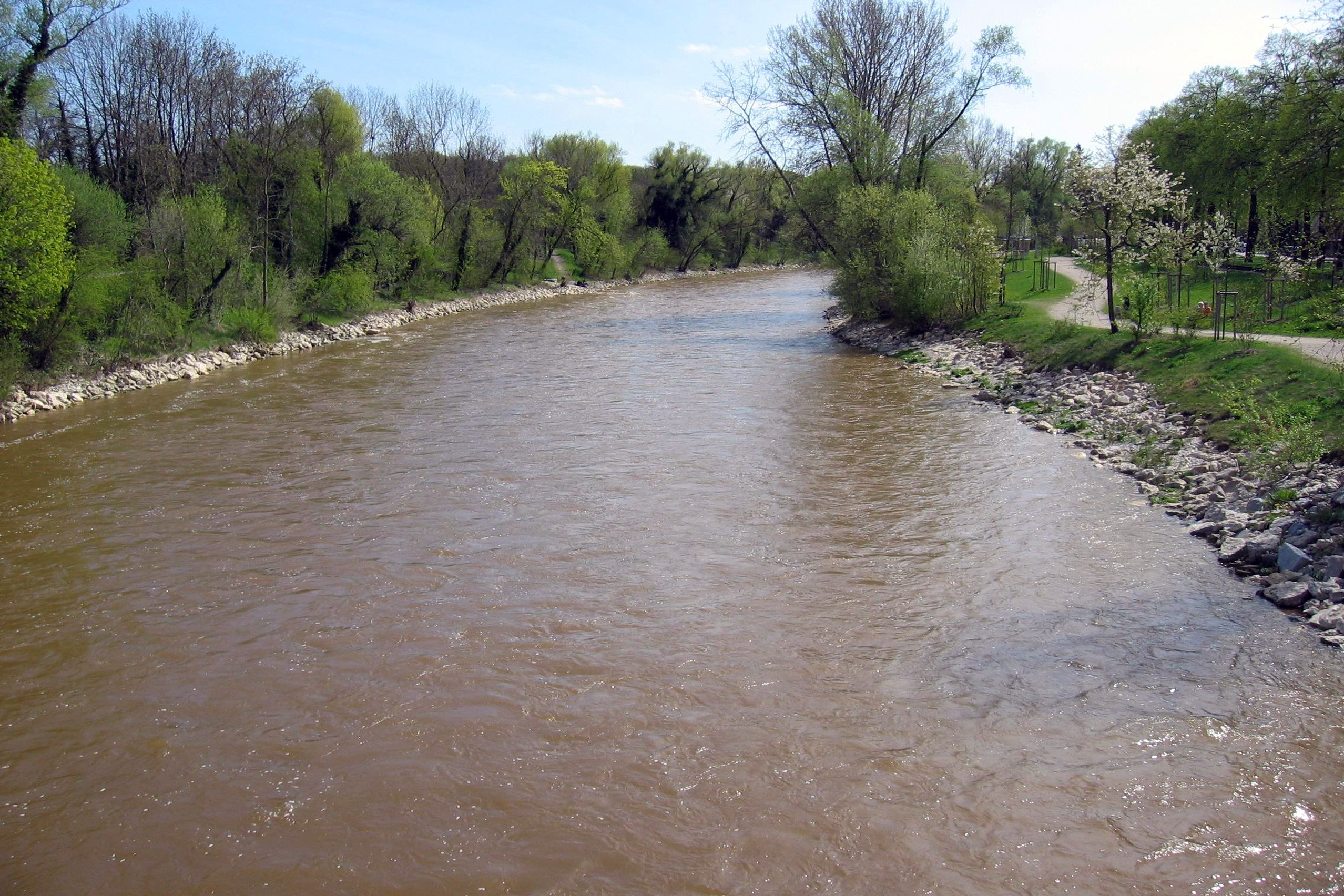
Benedenloop Wertach bij Augsburg, tijdens voorjaarshoogwater

De Wertach ontstaat door de samenvloeiing van bergbeekjes, op een hoogte van 1078 meter, in Bad Hindelang, ten oosten van Sonthofen in het Oberallgäu district. Ze stroomt in noordelijke richting door Wertach, Nesselwang, Marktoberdorf, Kaufbeuren, Schwabmünchen en Bobingen. In het noorden van Augsburg mondt zij, op 461 hoogte boven zeeniveau,  uit in de Lech en behoort daardoor tot het Donaubekken.
Een relatief belangrijke zijtak van de Wertach is de Gennach, een 47 km lange, van zuid naar noord stromende, onbevaarbare zijbeek, die evenwijdig aan de hoofdstroom loopt. Aan de Gennach ligt o.a. het als spoorwegknooppunt niet onbelangrijke stadje Buchloe.
In Waal, gemeente Buchloe, ontspringt de 51 km lange Singold. Deze mondt in het Augsburgse stadsdeel Göggingen uit in het Fabrikkanal, een kunstmatige zijarm van de Wertach.
Op 24 mei 1999 deed zich door een combinatie van overvloedige regenval en veel aanbod van smeltwater uit de Beierse Alpen  een grote overstroming van o.a. de Wertach voor, die in Beieren als Pfingsthochwasser de geschiedenis is ingegaan. Water uit o.a. de Wertach overstroomde enkele stadsdelen van Augsburg, waardoor een materiële schade van meer dan 100 miljoen Duitse Mark ontstond.  Via de Lech stroomde enorm veel water de Donau in. Bij Neustadt an der Donau brak een dam door, waardoor deze stad overstroomd werd. Voor zover bekend, konden alle getroffen mensen tijdig gewaarschuwd worden, want over dodelijke slachtoffers wordt niets bericht.
Deze overstromingsramp was aanleiding, om daarna maatregelen te nemen, om herhaling te voorkomen. Zo zijn er natuurherstelprojecten uitgevoerd, o.a. door langs de oevers overstromingszones ( ruimte voor de rivier) te creëren.
- Gemeinsame Normdatei: 4227410-2
- Virtual International Authority File: 516145424607286831170